# Hongkongia
Genre
Hongkongia est un genre d'araignées aranéomorphes de la famille des Gnaphosidae.

## Distribution
Les espèces de ce genre se rencontrent en Asie et en Afrique de l'Ouest.

## Liste des espèces
Selon World Spider Catalog (version 25.5, 09/11/2024) :
- Hongkongia caeca Deeleman-Reinhold, 2001
- Hongkongia ellenae (Barrion & Litsinger, 1995)
- Hongkongia incincta (Simon, 1907)
- Hongkongia liutang Lin & Li, 2023
- Hongkongia novia Sankaran & Tripathi, 2023
- Hongkongia reptrix Deeleman-Reinhold, 2001
- Hongkongia songi Zhang, Zhu & Tso, 2009

## Systématique et taxinomie
Ce genre a été décrit par Song et Zhu en 1998 dans les Gnaphosidae.

## Publication originale
- Song & Zhu, 1998 : « A new genus and two new species of Hong Kong spiders (Gnaphosidae, Corinnidae). » Journal of Hebei Normal University, Natural science edition, vol. 22, p. 104-108.